# Nosybus nobilis
Nosybus nobilis är en insektsart som beskrevs av Navás 1910. Nosybus nobilis ingår i släktet Nosybus, och familjen Berothidae. Inga underarter finns listade.